# Max Stibbe

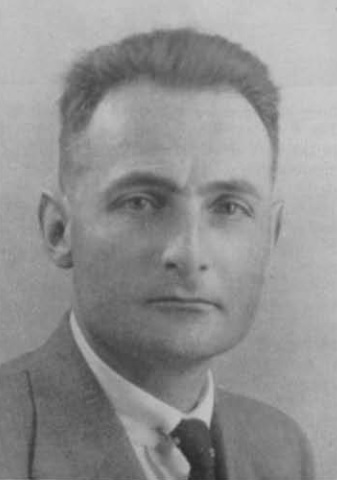
M.L. Stibbe

Max Leon (Max) Stibbe (Padang, 11 juni 1898 – Pretoria, 20 augustus 1973) was een Nederlandse onderwijsvernieuwer en antroposoof.

## Leven
Stibbe werd in 1898 geboren in Padang op Sumatra in het toenmalig Nederlands Indië als oudste zoon van David Gerhard Stibbe (1874-1945) en Marie Antoinette Knoch (1871-1957). Zijn vader was werkzaam bij het binnenlandse bestuur van de kolonie. Vanaf zijn dertiende volgde hij opleidingen in Nederland, waaronder rechtsgeleerdheid in Leiden. Stibbe was drie maal getrouwd. Zijn zoon Coen Stibbe werd archeoloog.  

## Werk
Stibbe was met onder meer Daan van Bemmelen in 1923 mede-oprichter van de Vrije School in Den Haag, de eerste school in Nederland op antroposofische grondslag. 
Kort na de oorlog was hij in het voormalig Nederlands Indië betrokken bij onderwijsvernieuwingen. In de jaren vijftig was Stibbe verbonden aan diverse vrijescholen in Nederland. Na in Brazilië gewerkt te hebben richtte hij in Zuid-Afrika de Fountain School op, die na zijn dood de naam Max Stibbe Waldorf School kreeg. Stibbe heeft diverse publicaties over opvoeding en onderwijs op zijn naam staan.
Stibbe is in verband gebracht met de controverses die eind twintigste eeuw hebben gespeeld rond de rassenleer die deel uitmaakt van het antroposofisch gedachtegoed en de weerslag daarvan op vrijescholen. De discussie hierover is lang na het overlijden van Stibbe ontstaan. Volgens de door de Antroposofische Vereniging in Nederland aangestelde commissie die het racisme in het werk van Rudolf Steiner moest onderzoeken, is de racistische inhoud in het lesmateriaal van de vrijeschool te wijten aan Max Stibbe. Deze publiceerde daarover in het antroposofische tijdschrift Vrije Opvoedkunst, in de jaren dertig en zestig. De commissie wees Stibbes publicaties van de hand en binnen het vrijeschoolonderwijs werden maatregelen getroffen: het vak rassenkunde werd verboden en het vak volkenkunde werd aangepast.